# Karabin Enfield-Snider

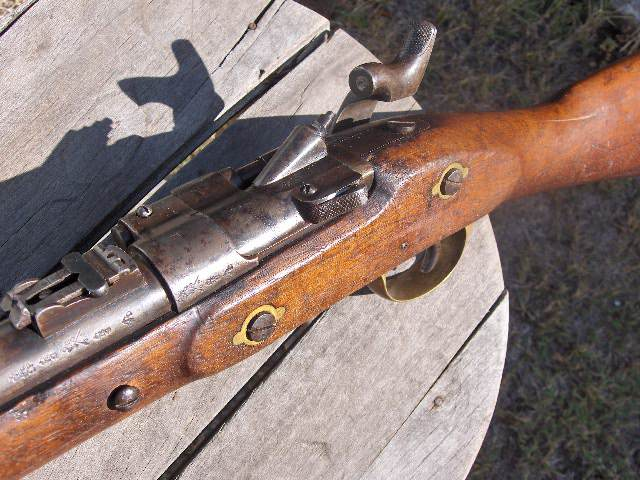
zamek zamknięty

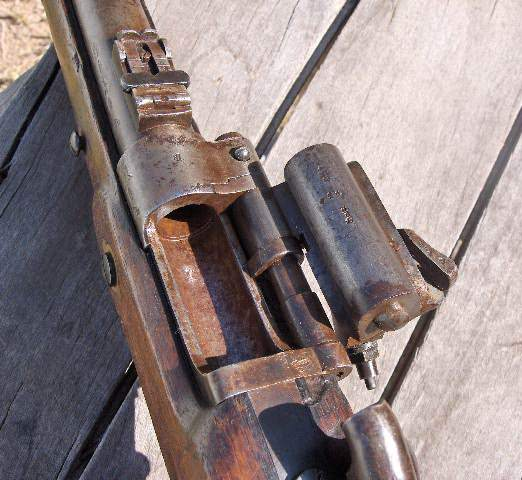
zamek otwarty

Enfield-Snider – brytyjski odtylcowy karabin jednostrzałowy. Pierwszy przepisowy karabin odtylcowy brytyjskiej armii.

## Historia
W lecie 1864 roku w Wielkiej Brytanii powołano komisję która miała się zająć analizą wniosków brytyjskich obserwatorów wojny secesyjnej. W wyniku analiz ustalono, że należy uzbroić armię brytyjską w karabiny odtylcowe w miejsce dotychczas używanych odprzodowych karabinów z zamkiem kapiszonowym. W celu przyspieszenia przezbrojenia armii i zmniejszenia kosztów jako pierwszy postanowiono przyjąć do uzbrojenie karabin będący przeróbką już używanych karabinów odprzodowych.
W sierpniu 1864 ogłoszono konkurs na nowy karabin. Konstruktorom postawiono tylko dwa warunki. Koszty przebudowy jednego karabinu nie mogły być wyższe od 1 funta, a celność przebudowanych karabinów nie mogła się pogorszyć. 4 października 1864 roku odbyło się pierwsze zebranie komisji oceniającej przedstawione konstrukcje. Z pierwotnie przedstawionych 45 pozostało 6, których twórcom przekazano do przebudowy po 6 karabinów. Karabiny miały być zwrócone po sześciu miesiącach przebudowane wraz z 1000 sztuk amunicji.
Po sześciu miesiącach rozpoczęły się testy przedstawionych karabinów. Z sześciu broni tylko karabin Jacoba Snidera był zasilany amunicją zespoloną, pozostali konstruktorzy przedstawili odtylcowe karabiny kapiszonowe.
Karabin Snidera powstał przez częściowe ścięcie ostatnich 63,5 mm lufy karabinu odprzodowego (ścinano tylko górną część lufy, dolna służyła do zamontowania zamka). W tylnej części tak skróconej lufy wyfrezowano komorę nabojową. Z prawej strony wycięcia lufy umieszczono oś na której umieszczony był zamek odchylany do ładowania na prawą stronę. Iglica zamka była uderzana przez przerobiony kurek.
W wyniku testów okazało się, że wszystkie testowane karabiny mają gorszą od żądanej celność, ale z przedstawionych konstrukcji najlepszy jest karabin Snidera. Konstruktor przekonał komisję, że podstawową przyczyną pogorszenia celności była technologia zastosowana przy przebudowie karabinu, a zwłaszcza nagrzewanie do wysokiej temperatury komory zamkowej konieczne podczas montażu osi. W seryjnych karabinach Snider proponował skrócenie lufy o 63,5 mm i nakręceni na tak skróconą lufę osobno wykonanej komory zamkowej. 5 września 1865 Jacob Snider otrzymał brytyjski patent na swój zamek (Patent nr 2275).
18 kwietnia 1866 w Hythe rozpoczęły się próby karabinów Snidera wyposażonych w nowe komory zamkowe (prototypy oznaczone jako H3 i H4). Do prób użyto dwóch rodzajów naboi różniących się materiałem łuski. Pierwszy typ miał łuskę z płótna introligatorskiego impregnowanego pszczelim woskiem i grafitowanego, drugi łuskę papierową, lakierowaną. W czasie prób okazało się, że karabin Snidera jest wyraźnie celniejszy od odprzodowego Enfielda (np. skupienie przy odległości 274 metrów wynosiło dla Snidera 168 mm, dla Enfielda 323 mm), ale wystrzelone pociski mają mniejszą zdolność penetracji. Wyraźnie wzrosła szybkostrzelność, ze Snidera można było oddać 12 strz./min, z Enfielda cztery. Stwierdzono także że wystrzelenie 300 pocisków bez czyszczenia broni nie wpływa ujemnie na celność. Równocześnie z testowaniem karabinu próbom poddano amunicję (między innymi testowano jej odporność na zamoczenie). W czasie prób oddano 1500 strzałów bez żadnego zacięcia. Jedyną zauważoną wadą nowej broni było wysuwanie się wyciora z gniazda pod lufą podczas intensywnego strzelania.
W kwietniu 1866 roku do Hyde dostarczono także prototypy H1 i H5 (prawdopodobnie miały one poprawione mocowanie wyciora). Z powodu złej pogody celność testowanych karabinów była niższa niż podczas poprzednich testów, ale karabiny te nadal wykazywały przewagę nad karabinami odprzodowymi. Podczas prób szybkostrzelności udało się osiągnąć szybkostrzelność 15 strz./min.
18 września 1866 karabin Snidera został ostatecznie przyjęty do uzbrojenia. W miesiąc później do uzbrojenia przyjęto amunicję .577 Snider. Na początku 1867 roku partię 30 000 karabinów Enfield-Snider wysłano do jednostek w Kanadzie.
Jako pierwsze przebudowywano karabiny piechoty Enfield M1853, później przebudowywano także karabinki Enfield, a także karabinki saperskie Lancastera. Do końca kwietnia 1867 roku przebudowano 136 000 karabinów różnych wzorów i wyprodukowano ok. 11 mln naboi. Prawdopodobnie przebudowywano tylko karabiny wyprodukowane po 1859 roku, starsze uznając za zbyt zużyte.
Pod koniec 1868 roku z powodu braku karabinów nadających się do przebudowy rozpoczęto produkcję kompletnych karabinów Enfield-Snider oznaczonych jako Mk III. Miały one udoskonalony zamek, nowy kurek i nową stalową lufę. Ze względów oszczędnościowych do produkcji nowych karabinów często wykorzystywano części (łoża, części mechanizmu spustowego) karabinów Enfield. Produkcja nowych karabinów Enfield-Snider trwała do 1871 roku, w którym do uzbrojenia armii brytyjskiej wprowadzono karabin Martini-Henry.
Pierwsze udokumentowane użycie bojowe karabinów Enfield-Snider miało miejsce w 1868 roku podczas walk w Abisynii. W czasie bitwy pod Arogi oddział 300-400 żołnierzy brytyjskich z 4. Pułku Kings Own odparł atak około 7000 abisyńskich wojowników. Karabiny Enfield-Snider były także używane podczas kampanii przeciwko Królestwu Ashanti w latach 1873–1874. później karabiny Snidera zostały wycofane z uzbrojenia jednostek brytyjskich. Wycofywane karabiny były przekazywane jednostkom armii indyjskiej (od ok. 1877 r.), która używała ich do 1893 r. Królewska Irlandzka Policja i jednostki rezerwowe armii brytyjskiej używały tego karabinu jeszcze na przełomie XIX i XX stulecia.

## Opis
Snider-Enfield Mk III był bronią jednostrzałową, z zamkiem obrotowym. Mechanizm spustowy z kurkiem zewnętrznym. Lufa stalowa, gwintowana, z pięcioma bruzdami prawoskrętnymi. Mk III  był wyposażony w łoże i kolbę drewniane, z integralnym chwytem pistoletowym. Mechaniczne przyrządy celownicze składające się z celownika schodkowo-ramkowego (nastawy celownika do 914 m).